# Athyriopsis minamitanii
Athyriopsis minamitanii là một loài dương xỉ trong họ Athyriaceae. Loài này được Z.R.Wang mô tả khoa học đầu tiên năm 1982.
Danh pháp khoa học của loài này chưa được làm sáng tỏ. 